# Time Magazine
 "TIME" omdirigeres hertil. For anden betydning, se Time (flertydig).
Time Magazine, eller bare TIME, er et stort amerikansk nyhedsmagasin, der udgives ugentligt af Time, Inc. Magasinet findes i flere regionalt forskellige udgaver, bl.a. Time Europe, der udgives fra London.
TIME blev stiftet af Briton Hadden og Henry Luce, der havde arbejdet sammen på avisen Yale Daily News, og dets første udgave udkom 3. marts 1923. Hadden døde i 1929, og Luce blev den dominerende person på TIME, men også en vigtig person i det 20. århundredes mediehistorie.
TIME har et oplag på ca. 5,3 mio. eksemplarer, hvoraf 4,1 mio. sælges i USA, resten som internationale udgaver. Bladet er kendt for sin røde forsidekant, som kun har været ændret én gang; udgivelsen kort efter terrorangrebet den 11. september 2001 havde i stedet en sort kant for at vise sorg. Magasinet har også kun én gang udgivet en officiel leder. I november 1973, hvor Watergate-skandalen rullede, opfordrede TIME præsident Nixon til at trække sig tilbage.

## Historie
Time Magazine blev trykt første gang i 1923 med et oplag på 9.000 eksemplarer. Tidsskriftet blev skabt af Briton Hadden og Henry Luce, og var det første ugentlige nyhedsmagasin i USA.
I 1989 fusionerede Time Inc. og Warner Communications, og blev til Time Warner sammen med mediekoncernen Warner Bros., sidstnævnte også kendt som filmselskab.
Mediekoncernen Time Inc. – hvor Time Magazine var flagskibet – blev overtaget af Meredith Corporation for 1,8 mia. USD i november 2017, hvorefter fire uge-publikationer blev udbudt til salg, de øvrige var Fortune, Money og Sports Illustrated. I september 2018 købte den amerikanske iværksætter Marc Benioff og hans hustru, Lynne, Time Magazine for 190 mio. USD. Benioff formue på anslået 6,7 mia. USD blev skabt som medstifter af Salesforce.com i 1999, et IT-firma, der regnes som pioner indenfor cloudcomputing.

## Person of the Year
Hvert år udnævner TIME The Person of the Year (Årets person), som er en person eller en gruppe af personer, som TIME mener har haft mest betydning for årets nyheder. Det er ikke altid populære personer, der er blevet udnævnt i tidens løb; både Josef Stalin og Adolf Hitler har således haft æren. Mange mener dog, at magasinet bakkede væk fra politikken, da redaktionen i 2001 valgte New York-borgmesteren Rudolph Giuliani frem for Osama bin Laden for ikke at vække vrede.
Albert Einstein blev i 1999 kåret som Person of the Century (Århundredets person).
I 2005 faldt valget på Melinda og Bill Gates, samt U2-forsangeren Bono. I 2006 faldt valget lidt kontroversielt på Dig (You) med den begrundelse, at brugerne i fællesskab og samarbejde har været med til at ændre internettet (og verden) i en mere demokratisk og global retning. Eksemplerne Time Magazine fremhæver er Wikipedia, MySpace og YouTube.

## 100 mest inflydelsesriger personer
TIME udgiver også årligt Time 2001, en liste over de 100 mest indflydelsesrige personer.
Danskere på listen har været Bjørn Lomborg (2004),
Connie Hedegaard (2009),
René Redzepi og Henrik Schärfe (2012).